# De Ster (recreatiedomein)
De Ster is een natuur- en recreatiegebied in de Belgische stad Sint-Niklaas. Het domein ligt ten oosten van het stadscentrum in het gehucht Ster en is zo'n 100 ha groot. 

## Geschiedenis
Het domein ligt bij de wijk Vossekot of De Ster, op de Ferrariskaart uit de jaren 1770 als het gehucht Het Vossekot aangeduid. De Atlas der Buurtwegen toont het gehucht als Sterreken en Sterhoek in een landelijk gebied. In 1939 plande de Belgische militaire overheid de aanleg van een vliegveld dat in 1940 door de Duitsers werd gebruikt en uitgebouwd.
Tot het begin van de jaren 1960 was hier nog veel onontgonnen grond en in 1960 vatte men het plan op een industriegebied in te richten. Toen bleek dat verder zuidwaarts de autosnelweg E3 (nu A14/E17) zou worden aangelegd en de stad daarlangs industrieterreinen ging aanleggen kregen de gronden bij De Ster in 1965 een bestemming als recreatiegebied.
De zandgrond bleek hier geschikt voor de aanleg van de bruggenhoofden van de snelweg, en zo ontstonden door zandwinning twee vijvers, een grote en een kleine. Tijdens het uitgraven werd rekening gehouden met de bestemming als recreatiegebied en werden de oevers van de grote vijver in geleidelijk oplopende taluds uitgegraven om steile, onstabiele randen te vermijden. De grote vijver kreeg ook een strand van circa 400 meter met een zwemzone. De tweede, kleinere vijver werd ingericht als visvijver.
Het beheer van het domein viel onder een schepen van de Stad Sint-Niklaas. In de 21e eeuw besloot de stad afstand te nemen van het recreatiedomein, en nam de Provincie Oost-Vlaanderen het beheer over. Sinds 2003 wordt op het domein de internationale A-veldrit Waaslandcross georganiseerd.

## Infrastructuur
De zwem- en roeivijver heeft een oppervlakte van zo'n 20 ha en een maximale diepte van 11 meter. De visvijver van zo'n 8 ha groot. Daarnaast beschikt De Ster over een speeltuin, een kinderboerderij en een kruidentuin. Er zijn sportfaciliteiten waaronder een atletiekbaan, fit-o-meter, minigolf, sportveld en een sporthal. Ook is er een amfitheater en een restaurant.
Op het domein zijn enkele kunstwerken te zien waaronder een bas-reliëf van Werner Heyndrickx aan de EHBO post en een beeldengroep door Albert De Smedt die de legende van Reinaart De Vos uitbeeldt bij de minigolf.
Vroeger reed er een smalspoortrein rond de vijvers waar de bezoekers een ritje op konden maken. Deze attractie werd in september 2019 stopgezet.

## Fotogalerij

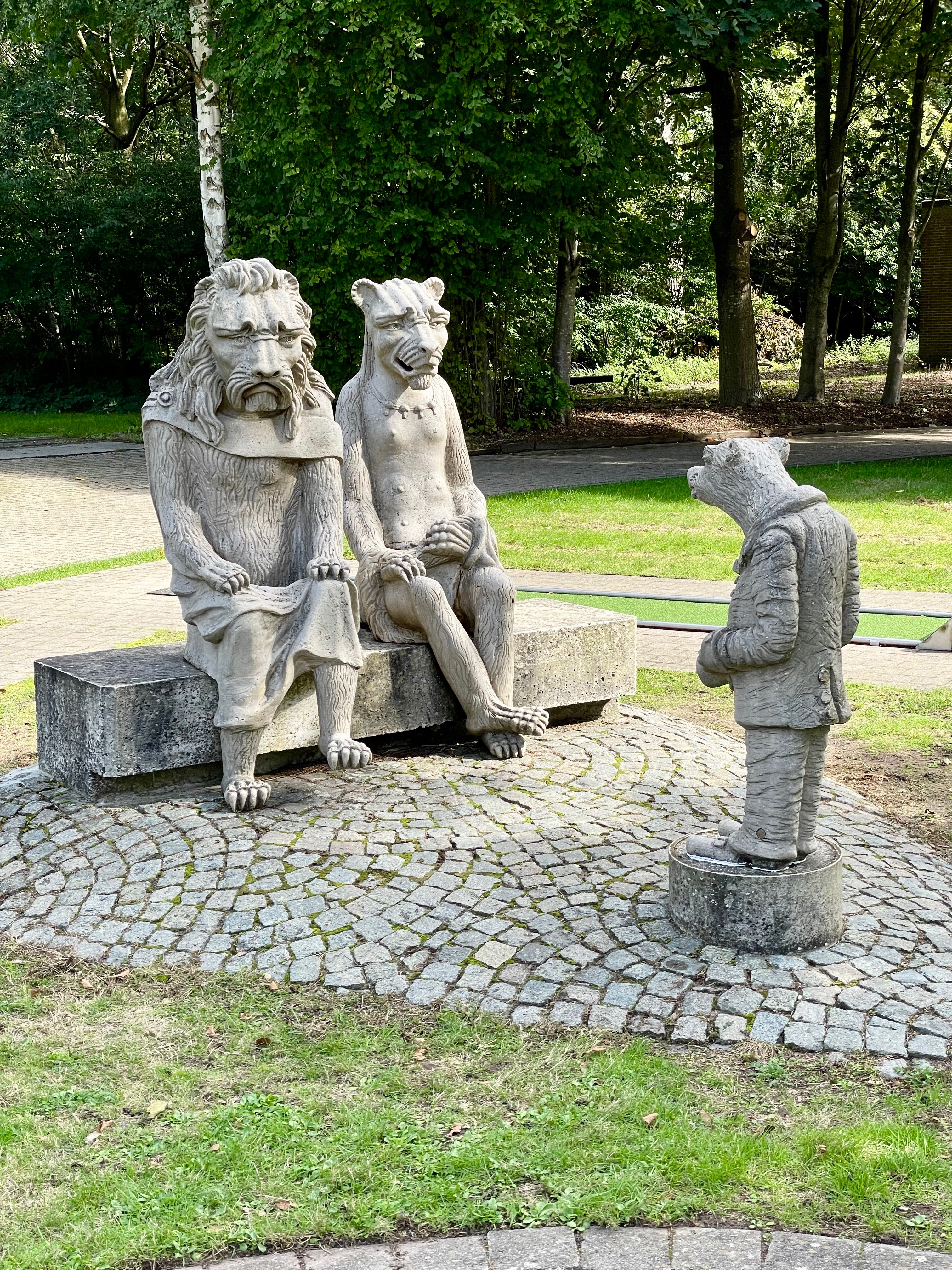
Dierengroep 'Reynaert' door beeldhouwer Albert De Smedt
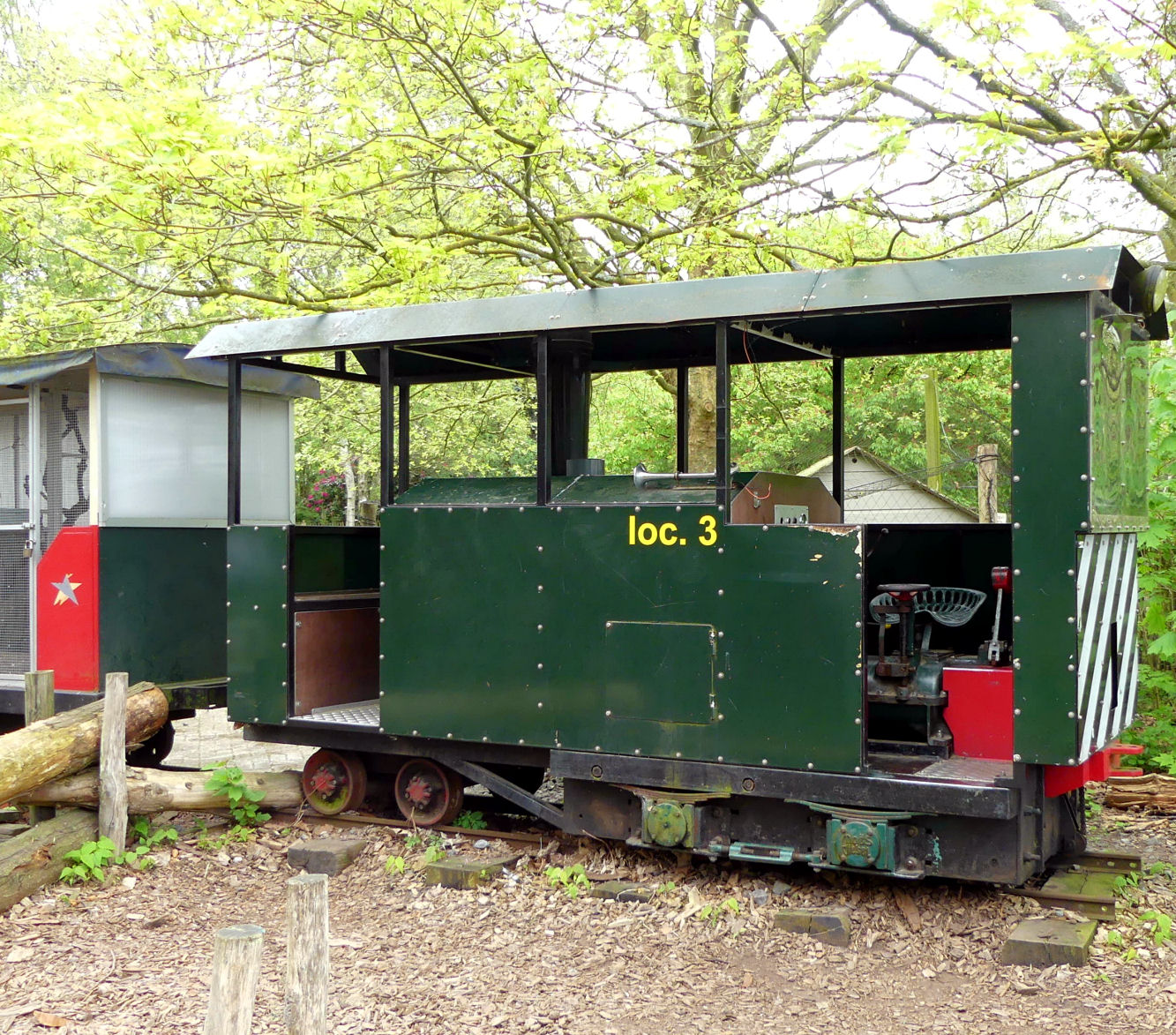
Voormalig treintje.
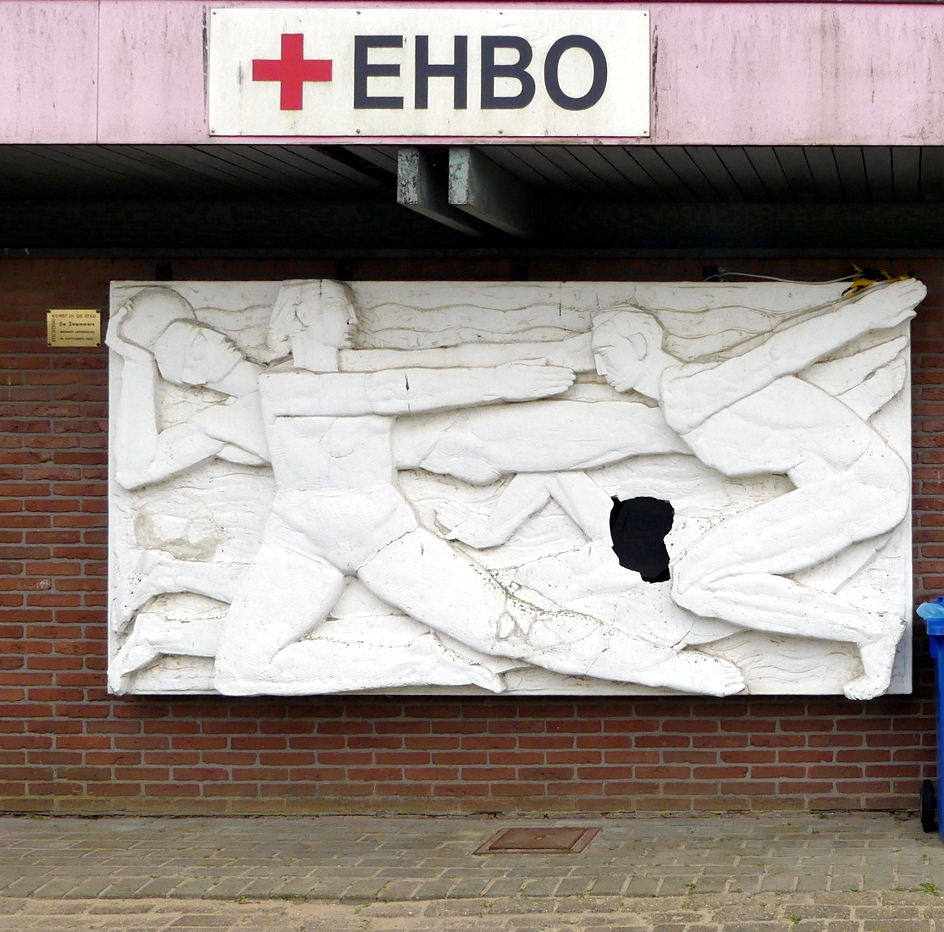
EHBO post met sculptuur 'De Zwemmers' door Werner Heyndrickx
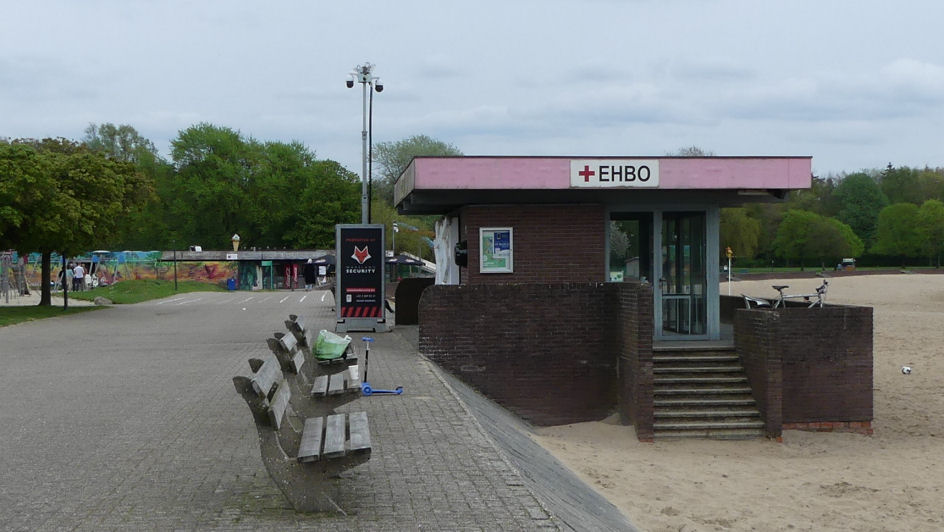
Strand met EHBO post
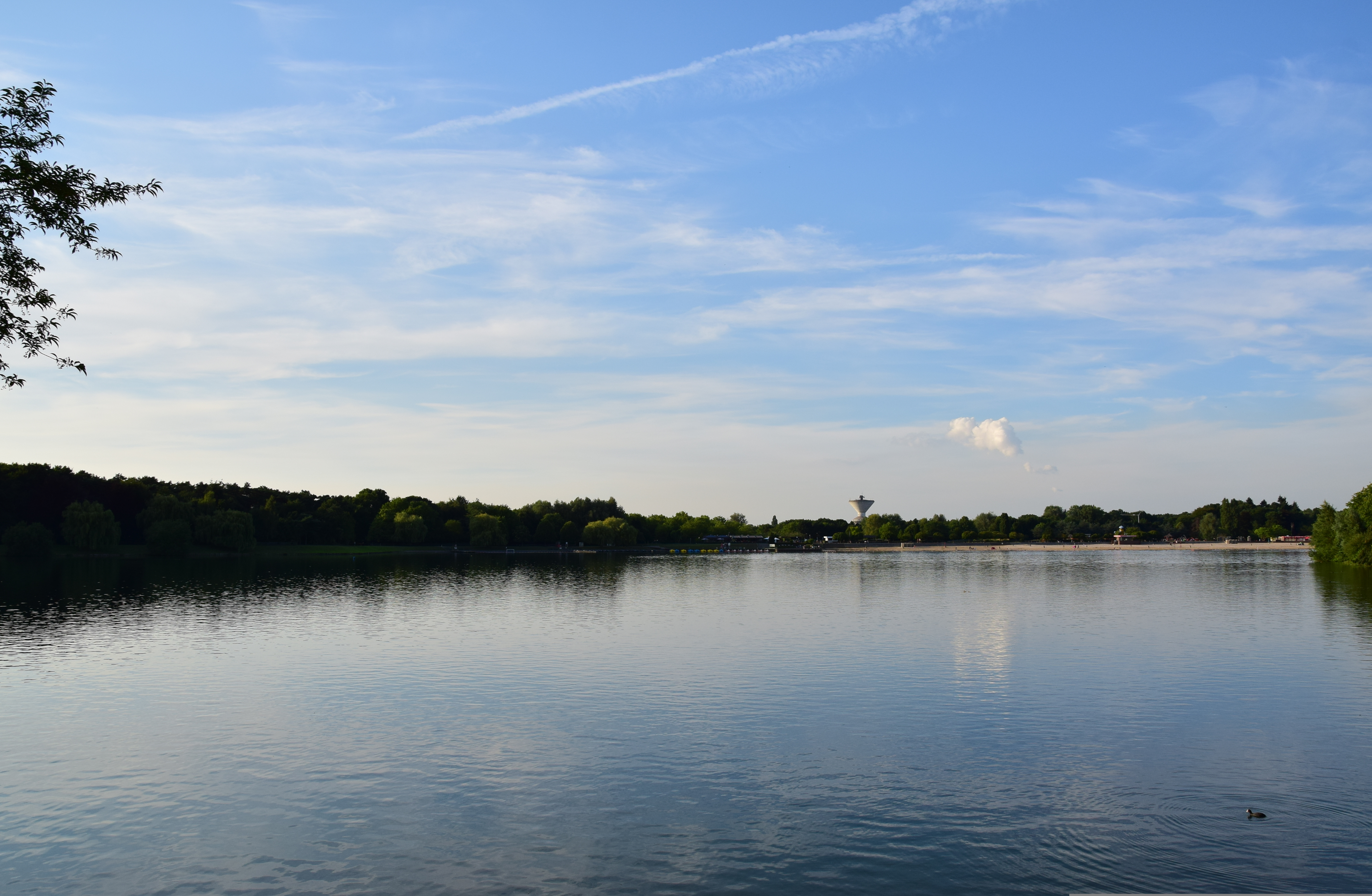
De vijver
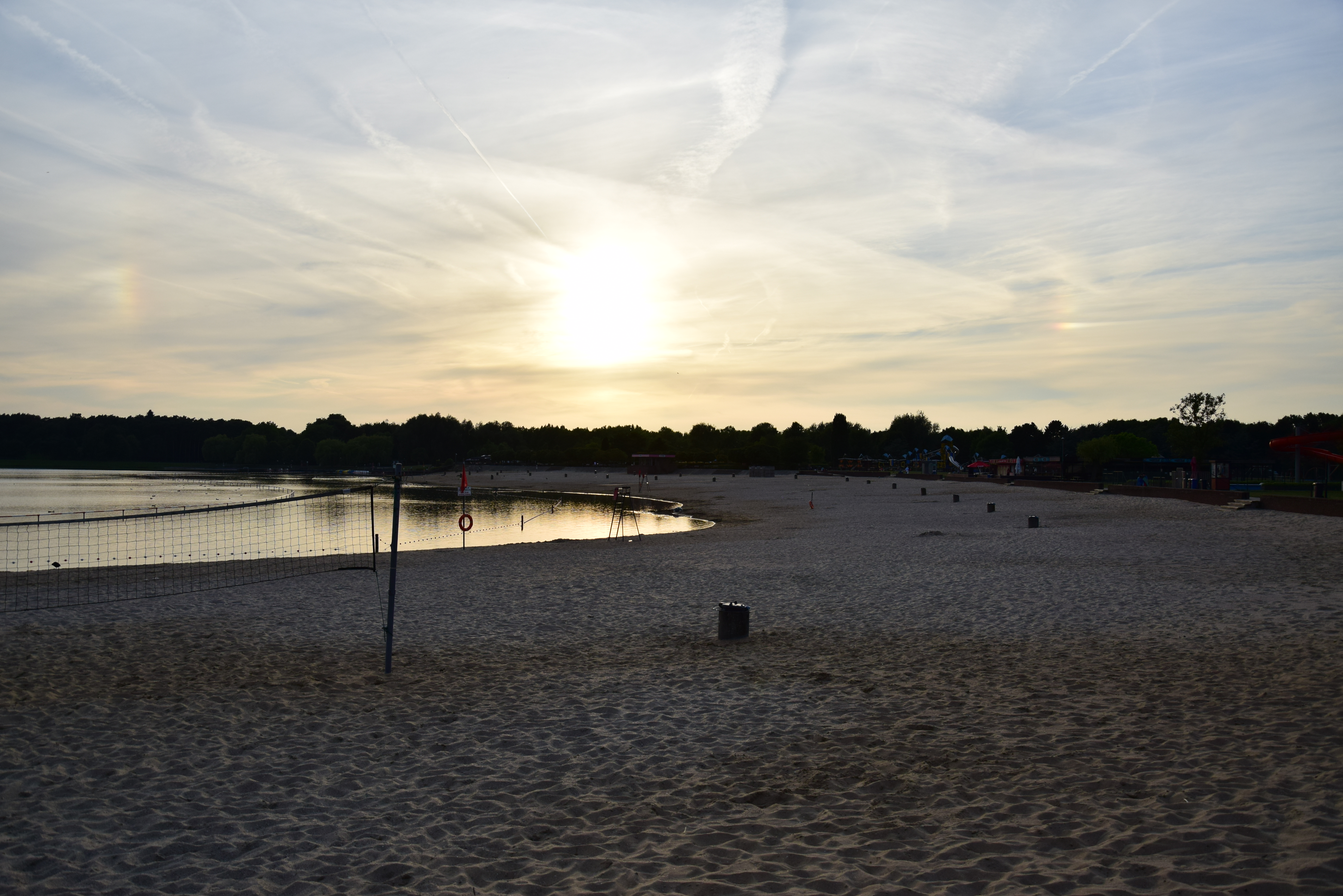
Het strand aan de vijver